# Idraulica

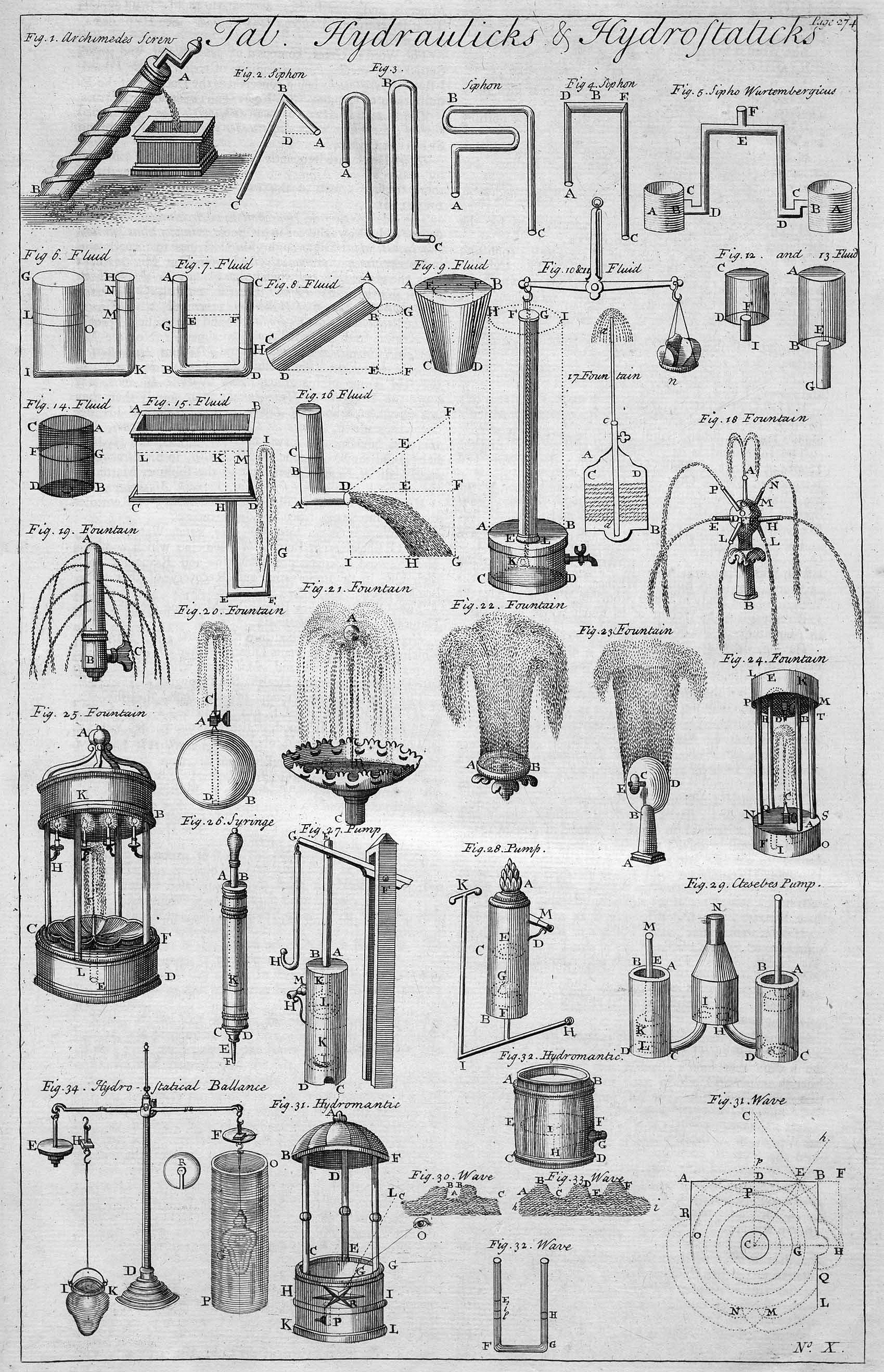
Idraulica e Idrostatica illustrate: esperimenti e misure. Da Cyclopaedia, 1728

(Galileo Galilei, Le mecaniche, capitolo Della coclea d'Archimede per levar l'acqua.)
L'idraulica è la scienza che studia il moto e l'utilizzazione dei liquidi, in particolare dell'acqua; infatti, la parola "idraulica" deriva dalla parola greca ὑδραυλικός (hydraulikos) derivato di ὕδραυλος che significa "idraulo", composto di ὑδρ- (hydr-) che è una contrazione di ὕδωρ (hydor) dal significato di "acqua", e αυλός (aulos) che significa "tubo".
La meccanica dei fluidi costituisce la base teorica dell'idraulica, le cui branche fondamentali sono lo studio delle correnti in pressione, delle correnti a pelo libero e della foronomia. 

## Storia
I primi impieghi della forza dell'acqua risalgono alla Mesopotamia e all'Egitto, dove l'irrigazione è stata adoperata sin dal VI millennio a.C. e orologi ad acqua erano usati dal II millennio a.C.. Altri primi esempi di uso della forza dell'acqua includono il sistema dei qanat nell'antica Persia e il sistema idrico di Turfan nell'antica Cina.

### Antica grecia
I Greci continuarono e migliorarono la costruzione di sistemi idraulici. Un esempio famoso è la costruzione di Eupalinos, nell'ambito di un appalto pubblico, di un canale di irrigazione per Samos. Un primo esempio di utilizzo della ruota idraulica, probabilmente il più antico in Europa, è la ruota Perachora (III secolo a.C.).
Degna di nota è la costruzione di automi idraulici da parte di Ctesibio (270 a.C. circa) ed Erone di Alessandria (10-80 d.C. circa). Erone descrive una serie di macchine funzionanti con energia idraulica, come una pompa, conosciuta da molti siti romani per essere stata utilizzata per sollevare l'acqua e in pompe antincendio, per esempio.

### Antica Cina
Nella Cina antica c'erano Sunshu Ao (VI secolo a.C.), Ximen Bao (V secolo a.C.), Du Shi (31 d.C. circa), Zhang Heng (78-139 d.C.), e Ma Jun (200 - 265 d.C.), mentre nella Cina medievale c'erano Su Song (1020 - 1101 d.C.) e Shen Kuo (1031-1095 d.C.) che si distinsero per gli studi sull'idraulica. Du Shi impiegò una ruota idraulica per alimentare il mantice di un altoforno per produzione di ghisa, mentre Zhang Heng fu il primo a impiegare idraulica per fornire la forza motrice per rotazione di una sfera armillare per l'osservazione astronomica.

### Antica Roma
Si ritiene che la Roma imperiale ricevesse oltre un milione di metri cubi d'acqua al giorno, che per la maggior parte rifornivano le case di privati per mezzo di condotte di piombo. A Roma confluivano almeno una dozzina di acquedotti a cielo aperto, con una vasta rete sotterranea, eccettuati gli ultimi 16 km in pianura dove si preferirono gli acquedotti sopraelevati che, assicurando una maggiore pressione all'utenza finale, facilitavano la distribuzione. Gli acquedotti romani erano delle opere ingegneristiche enormi: per costruire l'acquedotto Claudio fu necessario trasportare per ben 14 anni quarantamila carri di tufo all'anno.

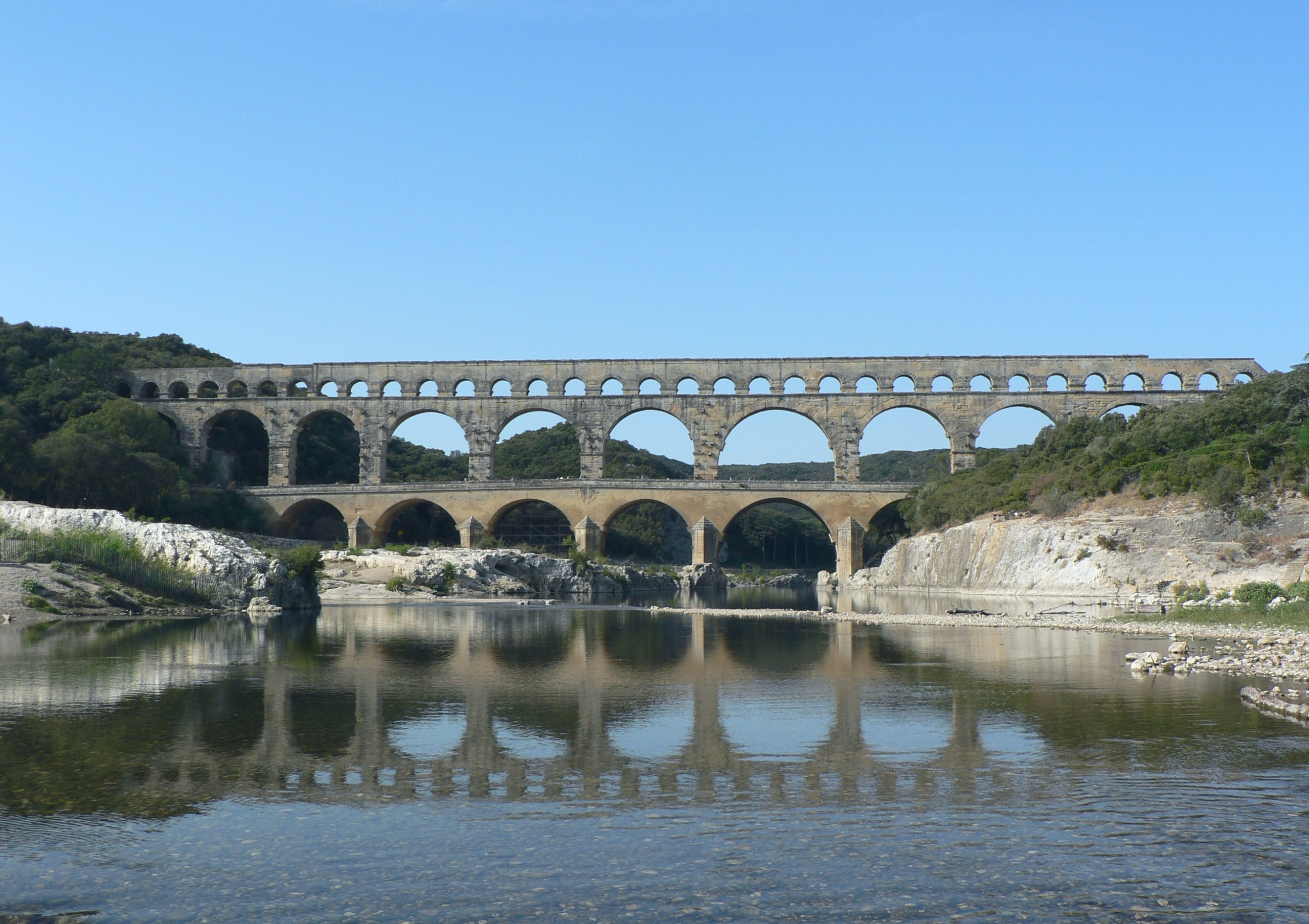
Il Pont du Gard a Nîmes.

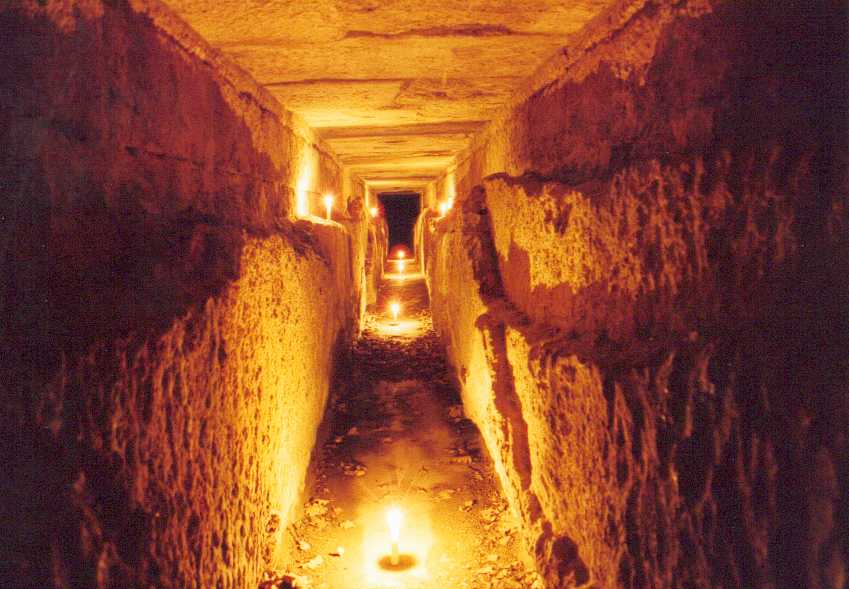
L'interno dell'acquedotto sul Gard.

Nelle province spesso gli acquedotti attraversavano profonde vallate, come a Nîmes, dove il Pont du Gard lungo 175 metri ha un'altezza massima di 49 metri, e a Segovia (in Spagna) dove un ponte/acquedotto di 805 metri è ancora in funzione.
I romani scavarono anche canali per migliorare il drenaggio dei fiumi in tutta Europa e per la navigazione, come nel caso del canale Reno-Mosa, lungo 37 km, che eliminava il passaggio per mare.
In questo campo la loro opera più grande rimase il tentativo di prosciugare il lago Fucino, realizzato costruendo all'interno della montagna una galleria di 5,5 km, primato insuperato fino al 1870, con la costruzione della galleria ferroviaria del Moncenisio.
Porto era il golfo artificiale costruito dopo quello di Ostia al tempo dei primi imperatori: il suo bacino interno esagonale aveva un fondale di 4–5 m, una larghezza di 800 metri, banchine di mattoni e calcestruzzo e un fondo di blocchi di pietra per facilitarne il drenaggio.

### Medioevo e Rinascimento
Nel Medioevo importante fu il contributo dato all'idraulica dal mondo arabo. Nell'area geografica interessata al primo sviluppo della civiltà araba, furono realizzate importanti opere di canalizzazione per la bonifica e per la distribuzione dell'acqua, con largo impiego del sifone, pressoché sconosciuto precedentemente. L'Islam inoltre assicurò la continuità della conoscenza con le civiltà antiche, in particolar modo con la cultura alessandrina.
Quando nel Rinascimento si riscopri la civiltà classica e la sua scienza, in realtà si disponeva di tecniche molto più evolute che nell'antichità e di strumenti matematici molto più versatili quali la numerazione araba e l'algebra, anch'essa di derivazione araba.
Nel Medioevo la ruota idraulica fu largamente usata in Europa per una grande varietà di usi industriali. Il Domesday Book, il catasto inglese compilato nel 1086, ad esempio cita 5624 mulini ad acqua quasi tutti del tipo vitruviano. Tali mulini vennero usati per azionare segherie, follatoi, frantoi di minerali oltre che di cereali, mulini a pestelli per la lavorazione dei metalli, per alimentare i mantici delle fornaci e per una varietà di altri congegni. Ebbero in questo modo una grande importanza anche sulla ridistribuzione geografica delle attività industriali. Un'altra fonte di energia sviluppatasi nel Medioevo fu il mulino a vento. Sviluppatosi in Persia nel VII secolo, pare che sia derivato dalle più antiche ruote di preghiere azionate dal vento usate nell'Asia centrale. Un'altra congettura, plausibile, ma non dimostrata, è che il mulino a vento derivi dalle vele delle navi. Durante il X secolo esso era largamente usato in Persia per pompare acqua e macinare frumento. I mulini persiani erano costituiti da un edificio a due piani: nel piano inferiore si trovava una ruota orizzontale azionata da sei o dodici ali atte a prendere il vento, collegate ad un asse verticale, che trasmetteva il movimento alle macine situate al piano superiore, con una disposizione che ricorda quella dei mulini greci ad acqua. I mulini a vento ad asse orizzontale si svilupparono in Europa settentrionale attorno al XIII secolo.
Dei numerosi architetti che operarono nel Rinascimento il più significativo e più versatile fu Leonardo da Vinci (1452-1519). A Leonardo è dovuta una prima versione della conservazione della massa in un corso d'acqua, in cui il prodotto tra la velocità media dell'acqua in una sezione e l'area della sezione medesima è costante; sempre Leonardo osservò che la velocità dell'acqua è massima al centro del fiume, e minima sui bordi.
Nel 1628 nasce ufficialmente la scienza idraulica con Benedetto Castelli, dando corso alla grande fioritura della civiltà italiana nel Rinascimento che proprio in questi anni si trasforma in primato scientifico.

## Correnti a pelo libero
L'idraulica viene applicata allo studio delle correnti dei fiumi e dei torrenti, chiamate in gergo tecnico "correnti a pelo libero", soprattutto al fine di conoscere la portata transitabile in alveo, a seconda della geometria e della scabrezza dello stesso, e, passando attraverso la conoscenza dell'energia posseduta dalla corrente, l'andamento della velocità della corrente e della quota del pelo libero in funzione delle variazioni della forma dell'alveo e della pendenza del fondo. Nella pratica si può calcolare se per una data portata gli argini sono abbastanza alti da poter contenere la piena del fiume o che tipo di opera idraulica può essere realizzata per laminare la portata.

## Correnti in pressione
Le correnti in pressione sono un particolare moto dei fluidi all'interno di tubazioni, che avviene quando il fluido occupa l'intera sezione e vi è la presenza di una differenza di quota piezometrica tra le sezioni di estremità del tubo.

## Applicazioni dell'idraulica

### Produzione di energia

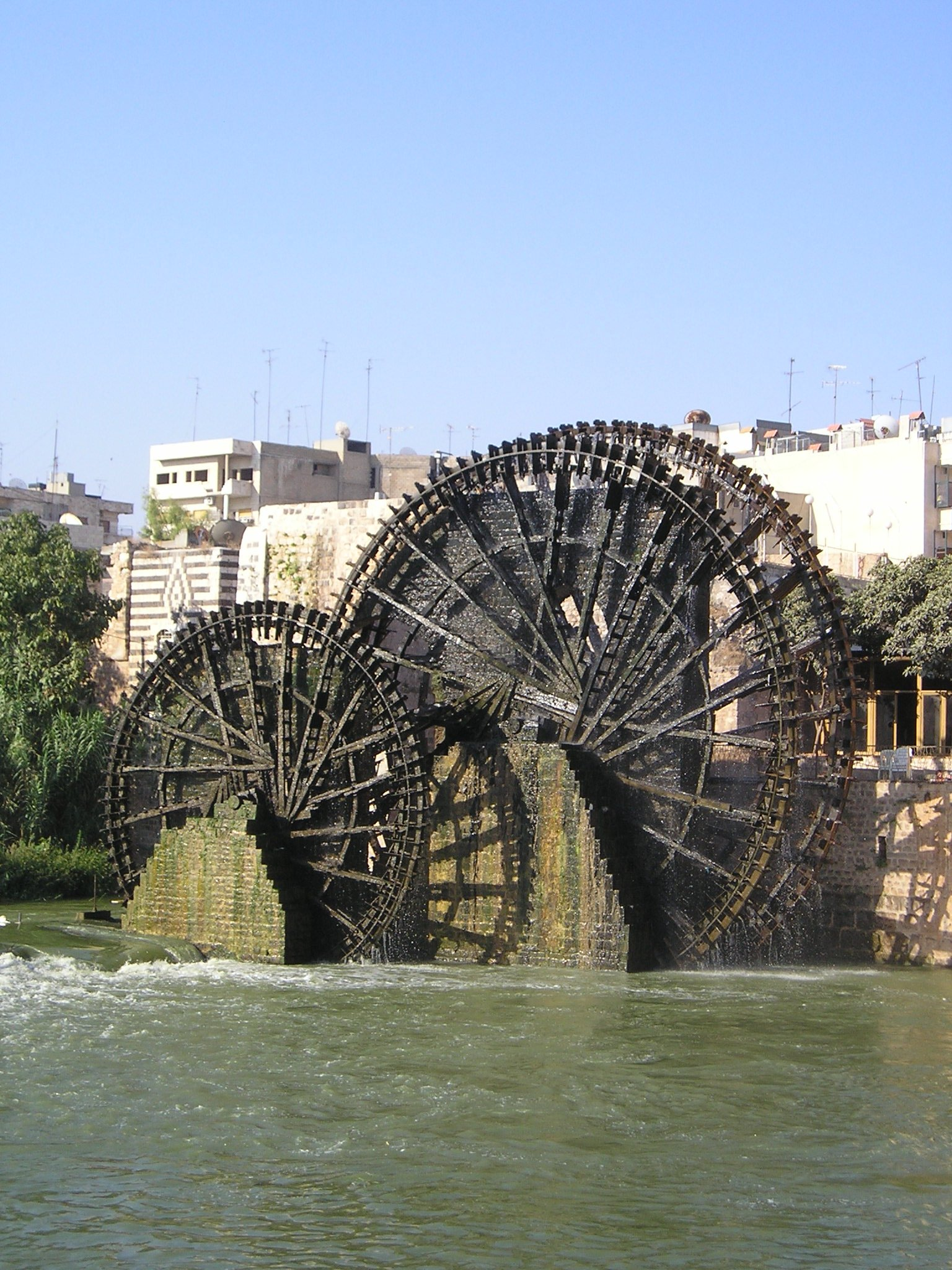
Le norie, ruote idrauliche per il sollevamento delle acque, ad Hama (Siria)

#### Mulini
Nell'antichità, la principale fonte di energia non derivante dalla forza muscolare di animali o uomini fu l'azione della corrente idrica, sfruttata attraverso il cosiddetto mulino ad acqua greco, costituito da un'asse di legno verticale nella cui parte bassa vi era una serie di palette immerse in acqua. Tale tipo di mulino venne usato principalmente per macinare il grano: l'asse passava attraverso la macina inferiore e faceva ruotare quella superiore, a cui era solidale.
Mulini di questa specie richiedevano una corrente di acqua rapida e avevano avuto origine nelle regioni collinose del Vicino Oriente. Tali mulini avevano in genere dimensioni contenute ed erano piuttosto lenti; la macina infatti girava alla stessa velocità della ruota, essi erano quindi adatti a macinare piccole quantità di grano e il loro uso era puramente locale. Tuttavia essi possono essere considerati i precursori della turbina idraulica e il loro uso si è protratto per più di tremila anni.
Un tipo di mulino idraulico ad asse orizzontale e ruota verticale fu progettato nel I secolo a.C. dall'ingegnere militare Vitruvio. L'ispirazione può essergli venuta dalla ruota persiana (o saqìya), un congegno per sollevare l'acqua consistente in una serie di recipienti disposti lungo la circonferenza di una ruota, fatta girare da forza umana o animale. Questa ruota era usata in Egitto nel IV secolo a.C. e Vitruvio ne descrisse una più efficiente modificazione, conosciuta come "ruota a tazze"; la ruota idraulica vitruviana è sostanzialmente una ruota a tazze funzionante in modo contrario.

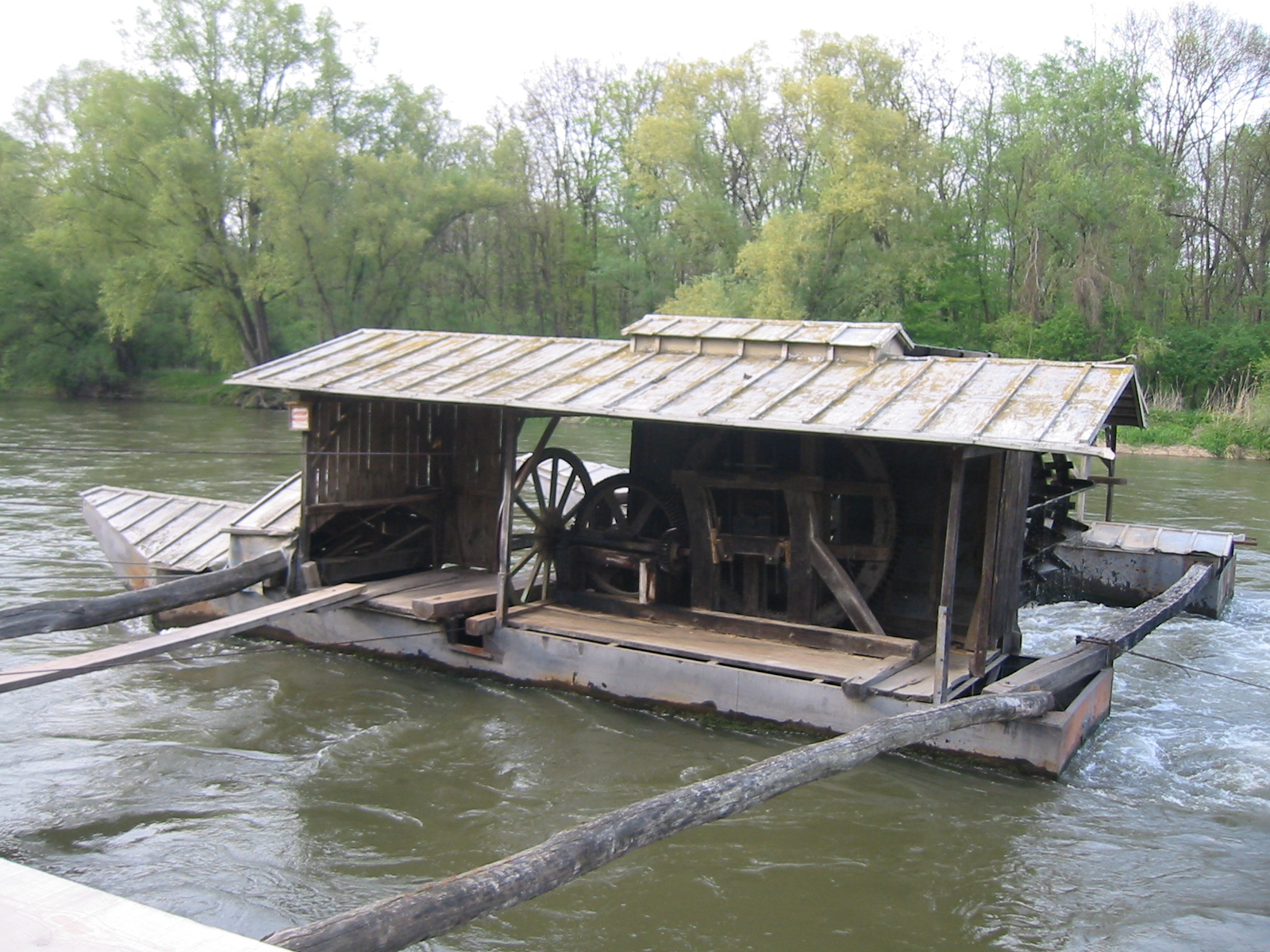
Mulino galleggiante a Mura (Slovenia)

Progettata per la macinazione del grano, la ruota era collegata alla macina mobile per mezzo di ingranaggi lignei, che davano una riduzione di circa 5:1. I primi mulini di questo tipo erano del tipo "con l'acqua che passa sotto".
Più tardi si provò che una ruota alimentata dall'alto era più efficiente, in quanto sfruttava anche la differenza di peso tra le tazze piene e quelle vuote. Tali ruote, benché più efficienti, richiedevano un considerevole impianto aggiuntivo per assicurare il regolare rifornimento idrico: comunemente si arginava il corso d'acqua in modo da formare un bacino, dal quale un canale di scarico portava un flusso regolare alla ruota.
Questo tipo di mulino fornì una sorgente di energia maggiore di quelle disponibili in precedenza, e non solo rivoluzionò la macinazione, ma aprì la via alla meccanizzazione di molte altre operazioni industriali. Un mulino romano a Venafro del tipo di quelli alimentati di sotto, con ruota di circa 2 metri di diametro, poteva macinare circa 180 kg di grano in un'ora, il che corrisponderebbe ad una potenza di circa tre cavalli vapore; un mulino azionato da un asino o da due uomini poteva invece macinare 4,5 kg all'ora.
Dal IV secolo d.C. nell'Impero Romano furono installati mulini di notevoli dimensioni. A Barbegal, vicino ad Arles, nel 310 venivano usate per la macinazione del grano sedici ruote alimentate per disopra, che avevano un diametro fino a 2,7 metri; ciascuna di esse azionava, attraverso ingranaggi lignei, due macine: la capacità di macinazione complessiva era di 3 tonnellate all'ora, sufficienti al fabbisogno di una popolazione di 80.000 abitanti (e la popolazione di Arles a quel tempo non superava i 10.000 abitanti); il mulino serviva quindi una vasta zona.
È sorprendente che il mulino di Vitruvio non venisse comunemente usato nell'Impero Romano fino al III e IV secolo. Essendo disponibili gli schiavi e altra mano d'opera a basso prezzo, vi era uno scarso incentivo a impegnare del capitale; si dice poi che l'imperatore Vespasiano (69-79 d.C.) si sia opposto all'uso dell'energia idraulica, perché questa avrebbe recato disoccupazione.

#### Turbine
L'idraulica studia anche i flussi che servono per far girare la turbina volta a generare energia idroelettrica. L'acqua passa per un tubo di grandi dimensioni a bassa velocità per diminuire il più possibile le perdite di carico, per poi terminare in un ugello che trasforma più energia possibile in energia cinetica, il flusso colpisce le pale della turbina. Tra le turbine idrauliche più diffuse c'è la turbina Pelton, turbina Francis e la turbina Kaplan.